# Opper-Canada
Opper-Canada (Frans: Province du Haut-Canada; in het Nederlands soms ook minder juist Hoog- of Boven-Canada genoemd) was een Britse kolonie in Canada, gelegen in het zuiden van de huidige provincie Ontario. Opper-Canada bestond officieel van 26 december 1791 tot 10 februari 1841. De naam refereert aan het feit dat de provincie dichter bij het hoofdwater van de Saint Lawrencerivier lag dan Neder-Canada.
Opper-Canada besloeg het gehele zuiden van het huidige Ontario, en alle gebieden in het noorden van Ontario die deel uitmaakten van Nieuw-Frankrijk. Het gebied werd in 1763 door de Fransen overgedragen aan de Britten door middel van de Vrede van Parijs. In 1774 werd het gebied onderdeel van de provincie Quebec door middels van het Quebecverdrag. Op 26 december 1791 werd Opper-Canada een politiek gebied met het het Constitutieverdrag van 1791. Met dit verdrag werd de provincie van Quebec verdeeld in Opper-Canada en Neder-Canada. De splitsing was zo geregeld dat de Britse immigranten de Engelse wetten konden behouden, en de Franssprekende inwoners van Neder-Canada de Franse wetten.
De kolonie werd bestuurd door een luitenant-gouverneur. De eerste luitenant-gouverneur was John Graves Simcoe.
Tijdens de Oorlog van 1812 was Opper-Canada een belangrijk doelwit van de Amerikanen vanwege de relatief zwakke verdediging en het feit dat er voornamelijk Amerikaanse immigranten woonden. Mede door onenigheid binnen de Amerikaanse regering en snel ingrijpen van de Britten bleef de kolonie in Britse handen.
In 1841 werden Opper-Canada en Neder-Canada gefuseerd tot de Provincie Canada.